# Milton Ferreti Jung
Milton Ferretti Jung (Caxias do Sul, 29 de outubro de 1935 — Porto Alegre, 28 de julho de 2019) foi um radialista e locutor esportivo brasileiro. Milton era pai do jornalista Milton Jung.

## Carreira
Trabalhou na Rádio Guaíba de 1958 a 2014, após uma passagem de quatro anos pela Rádio Canoas, aonde começou como locutor de radioteatro da emissora. Passou a atuar no programa Correspondente Guaíba em 1964, onde ficou até ser demitido.
Participou das Copas do Mundo de 1974, 1978 e 1986. Deixou a narração em 1988 e voltou no mesmo ano narrando algumas partidas do Grêmio ou em casa ou em São Paulo, onde aproveitava para visitar o filho Milton.
Em 2007, teve um AVC quando apresentava o Correspondente. Mesmo assim conseguira narrar toda aquela edição, que à época durava dez minutos. Em 2008, quando completou 50 anos de rádio, Milton recebera homenagens dos principais nomes da emissora, como Luiz Carlos Reche, Jurandir Soares, Vladimir Oliveira e Rui Strelow durante a edição das 13h do Correspondente.
Em 2012, narrou os quinze primeiros minutos do Grenal de encerramento do Estádio Olímpico ao lado de Orestes de Andrade, tendo muita repercussão nas redes sociais. Em 2014, é demitido da Rádio Guaíba, aonde trabalhara durante quase toda sua carreira. Milton fora dispensado junto com seu amigo e ex-operador de externas Celso Costa, que junto com Milton era o mais antigo profissional da Guaíba.
Milton Ferretti Jung faleceu às 8 da manhã de 28 de julho de 2019, aos 83 anos, em decorrência de uma insuficiência respiratória. Em homenagem, a Rádio Guaíba exibiu áudios históricos de Milton na emissora, como o milésimo gol de Pelé narrado por ele em 1969.